# 第190飛行隊 (イスラエル空軍)
イスラエル空軍 第190飛行隊（190 Squadron）は、イスラエル航空宇宙軍でAH-64A アパッチ攻撃ヘリコプターを運用する飛行隊である。
別名としてマジック・タッチ・スコードロン（The Magic Touch Squadron）とも呼ばれるほか、編成時にはMD 500 ディフェンダーを運用していた為、ディフェンダー・スコードロン（The Defender Squadron）とも呼ばれていた。

## 歴史
イスラエル空軍は1973年の第四次中東戦争の戦訓から攻撃ヘリコプター導入の検討を始め、1975年にはベル社のAH-1G コブラ 6機を試験的に導入してテストを開始し、1978年にはAH-1を運用する部隊として第160飛行隊 "ファースト・コブラ・スコードロン"がその活動を開始した。
1979年にレバノンでの作戦に投入されその有用性が示されたことでイスラエル空軍はAH-1の運用数増加を図ったが、アメリカ側がAH-1の大量の輸出に難色を示し、導入予定機の一部をMD500 ディフェンダーに変更する事となった。ディフェンダーはAH-1のQ型以降のモデルと同様にTOW対戦車ミサイル運用能力を持ち、一方で1機あたりの単価はAH-1の1/3であった。
イスラエル空軍は32機のディフェンダーを購入し、これを運用する部隊として1980年3月にパルマヒム空軍基地を拠点として第190飛行隊"ディフェンダー・スコードロン"が編成された。
MD500は1980年7月にレバノン南部での対テロリスト作戦に投入され初陣を飾り、これ以降のレバノン南部での作戦においてもMD500はAH-1と共に多くの作戦で活躍した。1982年のガリラヤの平和作戦においてもMD500は多くの作戦に投入された。これらの作戦には、侵攻する地上部隊の支援、敵民兵の車両への攻撃、シリア軍の装甲車両への攻撃、そしてベッカー高原に配備されたシリア軍の地対空ミサイルサイトへの攻撃作戦（モール・クリケット19作戦）などが含まれる。
この侵攻作戦の結果としてPLOはこの地域からの撤退を余儀なくされたが、変わってイランのホメイニ師の意向により動員されたヒズボラがこの地域で勢力を増す事となり、第190飛行隊のMD500の作戦投入もこの後80年代、90年代の前半まで継続する事となった。MD500の最後の大規模な軍事作戦投入は1993年7月の"オペレーション・アカウンタビリティー"であった。この作戦において第190飛行隊のディフェンダーはレバノン国内の20箇所のヒズボラの拠点や施設を攻撃した。
イスラエル空軍はMD500やAH-1の運用を続ける一方で、1990年からは第113飛行隊においてAH-64Aの運用を始めていた。1993年にはアメリカから24機のAH-64Aが追加供与され、これを受けてAH-64Aの運用部隊を2個飛行隊規模に増強する事となり、第190飛行隊がAH-64A飛行隊に改編される事となった。これを受けて第190飛行隊のMD500は1994年に運用停止され、飛行隊の人員はAH-64Aの運用訓練や追加供与されたAH-64Aの組み立て、戦力化の作業がなどに従事した。
翌1995年3月22日に第190飛行隊は、ラモン空軍基地を拠点にAH-64A アパッチ攻撃ヘリコプターを運用する飛行隊として再始動し、第190飛行隊はAH-64Aを運用する2番目の飛行隊となった。第190飛行隊のAH-64Aは翌1996年に怒りの葡萄作戦に投入された。
2005年には改良型のAH-64Dがイスラエル空軍に導入され、第113飛行隊がAH-64Dの運用部隊に改編される事となった。これを受けて第113飛行隊のAH-64Aは全て第190飛行隊に移管される事となり、第190飛行隊の規模はそれまでの約2倍のサイズとなった。これ以降、第190飛行隊はイスラエル空軍でAH-64Aを運用する唯一の飛行隊となり、2006年の第二次レバノン戦争、2008年のキャストレッド作戦においても作戦参加している。